# Lista de palácios de Portugal

## Região do Norte

### Distrito de Viseu
- Casa da Ínsua, Penalva do Castelo
- Palácio dos Bispos
- Palácio de Reriz, São Pedro do Sul

### Distrito de Aveiro
- Palácio Hotel do Buçaco (Luso, Mealhada)
- Paço da Vala

### Distrito de Braga
- Braga
  - Casa dos Coimbras
  - Casa dos Maciéis Aranhas
  - Casa Grande
  - Casa Rolão
  - Castelo da D. Chica
  - Paço de Ançariz
  - Paço de Palmeira
  - Paço Episcopal Bracarense
  - Casa do Tanque
  - Palacete Arantes
  - Palacete dos Condes de Carcavelos
  - Palacete dos Vilhenas Coutinhos
  - Palacete Rocha Vellozo
  - Palácio do Raio
  - Palácio dos Biscainhos
  - Palácio dos Falcões
  - Palacete Júlio Lima
  - Castelo do Bom Jesus
  - Casa de Ínfias
  - Casa Pimentel
- Guimarães
  - Paço dos Duques de Bragança
  - Paço de São Cipriano
  - Palácio Vila Flor
- Vila Nova de Famalicão
  - Palácio da Igreja Velha

### Distrito de Bragança
- Bragança
  - Antigo Paço Episcopal de  Bragança
- Mirandela
  - Paço dos Távoras
- Mogadouro
  - Palácio dos Pimentéis

### Distrito do Porto
- Porto
  - Paço Episcopal do Porto
  - Palacete de Belomonte
  - Palacete dos Viscondes de Balsemão
  - Palácio da Batalha
  - Palácio da Bolsa
  - Casa de Sam Thiago
  - Palácio das Cardosas
  - Palácio das Sereias
  - Palácio de Cristal (demolido em 1951)
  - Palácio de São João Novo
  - Casa de Ramalde
  - Palácio de São Bento da Vitória
  - Palácio do Freixo
  - Palácio dos Carrancas
  - Palácio dos Condes de Azevedo
  - Palácio dos Terenas
  - Palacete Pinto Leite

### Distrito de Viana do Castelo
- Monção
  - Palácio da Brejoeira
- Viana do Castelo
  - Paço de Lanheses
  - Casa do Ameal

### Distrito de Vila Real
- - Palácio de Mateus

## Região Centro

### Distrito de Coimbra
- Coimbra
  - Palácio das Escolas
  - Palácio Episcopal
  - Palácio da Quinta das Lágrimas
  - Palácio de São Marcos
  - Palácio de Sub-Ripas
  - Casa Dr. Ângelo da Fonseca

- Condeixa-a-Nova
  - Palácio dos Lemos ou Palácio Sottomayor
  - Palácio dos Almadas

- Figueira da Foz
  - Paço de Maiorca
  - Palácio de Sotto Mayor

### Distrito da Guarda
- Mêda
  - Solar dos Cancelos, Cancelos do Meio, Poço do Canto
- Vila Nova de Foz Côa
  - Solar do Visconde de Almendra, Almendra

### Distrito de Lisboa
- Cascais
  - Palácio dos Condes de Castro Guimarães ou Torre de São Sebastião
  - Palácio da Cidadela
  - Palácio Seixas
  - Palácio Duque de Palmela

- Lisboa
  - Palácio Alvor
  - Palácio dos Condes da Calheta
  - Palácio do Conde de Vimioso, Campo Grande
  - Palácio Fronteira
  - Palácio da Independência ou Palácio dos Almadas
  - Palácio Ludovice
  - Paço da Ribeira
  - Palácio Nacional da Ajuda
  - Palácio das Necessidades
  - Palácio Pimenta
  - Palácio da Rosa
  - Palácio dos Viscondes de Lançada
  - Palácio de Xabregas / Palácio dos Marqueses de Olhão / Palácio dos Melos, Beato
  - Palácio de Belém
  - Palácio de Sant'Anna
  - Palácio Valada-Azambuja
  - Palácio Verride / Palácio de Santa Catarina
  - Palácio de São Bento
  - Palacete de São Bento
  - Palácio da Ribeira
  - Paço da Alcáçova
  - Palácio de Santos
  - Palácio Azurara
  - Palácio da Bemposta
  - Palácio Burnay
  - Palácio Centeno / Palácio das Açafatas da Rainha
  - Palácio do Patriarcado
  - Palácio dos Condes Óbidos
  - Palácio das Laranjeiras / Palácio do Conde de Farrobo
  - Palácio dos Condes de Redondo
  - Palacete Faria
  - Palácio Foz
  - Palácio Vale Flor
  - Palácio das Galveias
  - Palácio Lima Mayer
  - Palacete Conceição e Silva
  - Palacete dos Condes de Sabrosa
  - Palácio Palmela
  - Palácio de São Cristóvão
  - Palácio Quintela
  - Palácio da Ribeira Grande
  - Palacete Ribeiro da Cunha
  - Palácio Sotto Mayor
  - Palácio de Palhavã
  - Palácio Bessone
- Loures
  - Palácio da Mitra / Palácio dos Arcebispos, Santo Antão do Tojal
  - Palácio de Valflores, Santa Iria de Azóia
- Mafra
  - Palácio Nacional de Mafra
- Oeiras
  - Palácio do Marquês de Pombal
  - Palácio/Paço dos Arcos
- Sintra
  - Palácio de Monserrate
  - Palácio Nacional da Pena
  - Palácio Nacional de Sintra ou Palácio da Vila
  - Palácio da Regaleira ou Quinta da Regaleira
  - Palácio de Seteais
  - Palácio Real de Queluz
  - Palácio Ribamar
  - Palácio dos Marqueses de Nisa
  - Paço/Palácio dos Arcos
  - Palácio do Correio-Mor
  - Palácio Cabral
  - Palacete do Barão de Santos
  - Palácio do Manteigueiro
  - Palácio da Lapa
  - Palácio D. Fernando de Noronha
  - Palácio da Ameixoeira
  - Palácio Sinel de Cordes
  - Palácio Barbacena
  - Palácio Valadares
  - Palácio do Visconde de Abrançalha
  - Palácio de Vilalva
  - Palácio dos Marqueses de Lavradio
  - Palacete Viscondes e Condes Olivais e Penha-Longa
  - Palácio Ratton
  - Palacete Mendonça

### Distrito de Setúbal
- Almada
  - Palácio da Cerca
  - Palacete António José Gomes (Cova da Piedade)
- Seixal
  - Palácio da Trindade
  - Palácio da Quinta da Fidalga (Cavaquinhas)
  - Palácio da Princesa e do Infante (Quinta da Princesa)
  - Quinta do Castelo (Corroios)
- Setúbal
  - Palácio da Bacalhoa (Azeitão)
  - Palácio dos Duques de Aveiro (Vila Nogueira de Azeitão)

## Região Sul

### Distrito de Évora
- Évora
  - Galeria das Damas do Paço Real de São Francisco, também chamado Palácio de D.Manuel
  - Antigo Palácio Arquiepiscopal, actual Museu Regional de Évora
  - Palácio dos Condes de Basto
  - Palácio dos Duques de Cadaval
- Vila Viçosa
  - Paço Ducal de Vila Viçosa
  - Palácio do Conde de Azarujinha
  - Palácio dos Viscondes de Porto Covo

### Distrito de Beja
- Beja
  - Palacio dos Maldonados

### Distrito de Faro
- Faro
  - Palácio de Estoi
  - Palácio Episcopal de Faro

## Madeira

### Ilha da Madeira
- Fortaleza-Palácio de São Lourenço
- Solar dos Esmeraldos
- Solar do Ribeirinho
- Palacete do Lugar de Baixo/Palacete dos Zinos
- Edifício dos Paços do Concelho do Funchal
- Paço Episcopal do Funchal/Museu de Arte Sacra (Funchal)

### Ilha do Porto Santo
- Edifícios dos Paços do Concelho do Porto Santo

## Açores

### Ilha de São Jorge
- Solar dos Noronhas

### Ilha de São Miguel
- Palácio da Fonte Bella
- Palácio de Sant'Ana
- Palácio da Conceição, São Miguel

### Ilha Terceira
- Solar da Madre de Deus
- Palácio Bettencourt
- Villa Maria
- Palácio Capitães-Generais